# La Volée d'Castors
La Volée d'Castors est un groupe de musique trad québécois composé de 5 membres. 

## Distinctions
- Gala de l'ADISQ 2001, prix Félix, Album de l'année - traditionnel (VDC)[1]
- Gala de l'ADISQ 2007, prix Félix, Album de l'année - traditionnel (L'album du temps des fêtes)[2]
- Gala de l'ADISQ 2011, prix Félix, Album de l'année - traditionnel (Le Retour)[3]

## Membres du groupe
- Frédéric Beauséjour (basse et réponses) : Frédéric Beauséjour a déjà fait partie des groupes Doc et les chirurgiens et Le temps des tourmentes.  Il a déjà joué en tant que musicien accompagnateur avec des musiciens de renom tels que Robert Charlebois, Martin Deschamps, Stephen Faulkner, Garou, Diane Tell. (depuis 2006).
- Frédéric Bourgeois (accordéon diatonique, pieds, harmonica, percussions et voix) : Frédéric Bourgeois s'occupe de la podorythmie au sein du groupe. (depuis 1995).
- André Dupuis (percussions) : André Dupuis a acquis une expérience dans la musique cubaine et latine de par ses études et les groupes avec lesquels il a joué.  Cependant, La Volée d'Castors est le premier groupe de musique traditionnelle québécoise auquel il prend part. (depuis 2003).
- Mathieu Lacas (violon) : Mathieu Lacas est le violoniste du groupe, mais il s'implique aussi dans les arrangements musicaux.  Il a agi aussi à titre de porte-parole avec les médias.
- Sébastien Parent (guitare, banjo, voix et réponses) : Sébastien Parent est le chanteur principal lors des prestations sur scène.  En plus d'être compositeur, il s'implique également dans les arrangements musicaux.

### Anciens membres
- Steve Boulay 2003-2005
- Nicolas Froment 1993-2002
- Martin Mailhot 1993-2007
- Réjean Brunet 1996-2005